# Joseph Werth
Joseph Werth SJ (em russo:  Иосиф Иоганнович Верт; nascido em 4 de outubro de 1952 em Karaganda) é bispo da Diocese da Transfiguração em Novosibirsk (Rússia).

## Biografia
Joseph Werth começou os estudos para o sacerdócio clandestinamente na Lituânia, sob a direção de um líder dos jesuítas clandestinos, que o aceitaram secretamente na província lituana da Companhia de Jesus. Mais tarde, ele completou seus estudos no seminário em Kaunas. Ordenado em 27 de maio de 1984, na Catedral da Arquidiocese de Kaunas, o padre Werth se tornou o primeiro sacerdote católico romano ordenado desde a década de 1930 na parte asiática da antiga União Soviética.
Ele prosseguiu o trabalho pastoral em Aktyubinsk, Cazaquistão, de 1984 a 1988. Ele teria tido tanto sucesso em seu ministério em Aktyubinsk que as autoridades comunistas locais o expulsaram da cidade em 1988.
Em 1988, mudou-se para Marx no oblast de Saratov, na Rússia, onde duas de suas próprias irmãs (ambas irmãs do Santíssimo Sacramento) haviam organizado cerca de trinta congregações católicas entre os milhares de alemães étnicos que, após a morte de Stalin, haviam retornado à região da antiga República Alemã do Volga. Ele serviu lá até 1991. Em 1993, ele teve a distinção de ser nomeado pelo presidente Boris Iéltsin para ajudar a escrever a nova constituição russa.
O bispo Werth é fluente em russo, alemão e lituano.
Em 13 de abril de 1991, o Papa João Paulo II nomeou-o Bispo Titular de Bulna e Administrador Apostólico da Sibéria. Foi ordenado bispo pelo Arcebispo Francesco Colasuonno, Delegado Apostólico na Rússia, em 16 de junho do mesmo ano, na Igreja de São Luís em Moscou; os co-consagradores foram Tadeusz Kondrusiewicz, nomeado administrador na Rússia no mesmo dia, e Juozas Tunaitis, bispo auxiliar em Vilnius. Escolheu como lema episcopal Pro Deo igreja e animis.
A circunscrição abrangia 10,3% de toda a terra do mundo e se estende por nove dos vinte e quatro fusos horários do mundo. Werth inicialmente tinha apenas dois sacerdotes nascidos na Ucrânia para ministrar a cerca de 500.000 católicos. Desde então, ele reuniu mais de 100 padres, freiras e missionários leigos de 18 países diferentes, principalmente da Polônia, Alemanha e Eslováquia, mas também da Nicarágua, Líbano, Índia, Argentina, Coreia do Sul e outros países. Pelo menos catorze são dos Estados Unidos.
Em 18 de maio de 1999, com a divisão da Administração Apostólica da Sibéria, Werth foi nomeado Administrador Apostólico da Sibéria Ocidental e em 11 de fevereiro de 2002, com a elevação da administração a diocese, foi nomeado bispo da Transfiguração em Novosibirsk. O centro de sua diocese fica em Novosibirsk, capital da Sibéria, onde fica a catedral. Desde 20 de dezembro de 2004 é Ordinário da Rússia para os católicos de rito bizantino.
Em 19 de fevereiro de 2014, Werth foi nomeado pelo Papa Francisco como membro titular da Congregação para as Igrejas Orientais. Já foi presidente (2005-2011) e vice-presidente (2017-2023) da Conferência dos Bispos Católicos da Rússia.

## Família
O avô paterno do bispo foi Joseph Werth, nascido em 1871 em Schoenchen, Império Russo e deportado como um kulak para o Cazaquistão em 1929 (com sua esposa e filhos). Ele morreu em 1951. A avó paterna do bispo era Paulina Demund (n. 1881, Schoenchen - m. 1933). O avô materno do bispo foi Dominic Hoerner (nascido perto de Odessa, Ucrânia), que foi deportado por volta de 1931 para o Cazaquistão com sua família. Joseph e Paulina Werth (e seu filho Johannes) fizeram parte de uma carga de trem de 30.000 alemães étnicos reunidos durante a coletivização e despejados no meio da estepe do Cazaquistão, no meio do inverno de 1929.
Aqueles que sobreviveram fizeram isso cavando buracos na terra. Quando a próxima carga chegou, 12.000 haviam morrido. Esta área é agora a cidade de Karaganda, onde em 4 de outubro de 1952, Mons. Werth nasceu. Ele foi o segundo de onze filhos de Johannes Werth (nascido em 1 de outubro de 1923 em Schoenchen, Império Russo - faleceu em 18 de novembro de 1995 em Ilbenstadt, perto de Frankfurt, Alemanha) e Maria Hoerner Werth (nascido em 23 de dezembro de 1931, perto de Odessa, Ucrânia).